# Reichenschwand
Reichenschwand – miejscowość i gmina w Niemczech, w kraju związkowym Bawaria, w rejencji Środkowa Frankonia, w regionie Industrieregion Mittelfranken, w powiecie Norymberga. Leży w Okręgu Metropolitarnym Norymbergi, około 20 km na północny wschód od Norymbergi i ok. 5 km na wschód od Lauf an der Pegnitz, nad rzeką Pegnitz, przy drodze B14 i linii kolejowej Norymberga – Cheb.

## Dzielnice
W skład gminy wchodzą następujące dzielnice: 
- Reichenschwand
- Oberndorf
- Leuzenberg

## Polityka
Rada gminy składa się z 14 członków:
|      | CSU | SPD | Neue Liste | FWG | Razem     |
| 2002 | 3   | 6   | 1          | 4   | 14 miejsc |

### Współpraca
Miejscowość partnerska:
- Lambach, Austria